# Konstantine Iouon
Konstantine Fiodorovitch Iouon ou Juon (en russe : Константин Фёдорович Юон), né le 12 octobre 1875 (24 octobre dans le calendrier grégorien) à Moscou (Empire russe) et mort le 11 avril 1958 à Moscou (Union soviétique), est un peintre et théoricien de l'art russe et soviétique. C'est le frère du compositeur Paul Youon (ou Juon).

## Biographie
Konstantine Iouon est le fils d'un assureur suisse installé à Moscou. Sa mère est une bonne musicienne. Il étudie de 1892 à 1898 à l'école de peinture, de sculpture et d'architecture de Moscou et reçoit l'enseignement de professeurs tels que Constantin Savitski, Abram Arkhipov, ou encore Nikolaï Kassatkine. Après ses études, il travaille deux ans à l'atelier de Valentin Serov, puis s'installe dans son propre atelier. Il voyage régulièrement en Europe occidentale, notamment à Paris, où il se familiarise avec l'œuvre de Pissarro. Il donne des leçons dans son atelier de 1900 jusqu'à la Révolution de 1917, avec Ivan Doudine. On peut distinguer parmi ses élèves, Kostia Terechkovitch, Alexandre Kouprine, Vladimir Favorski, Vera Moukhina, les frères Vesnine ou Mikhaïl Reuter, Alexis Gritchenko, Gueorgi Iakoulov.

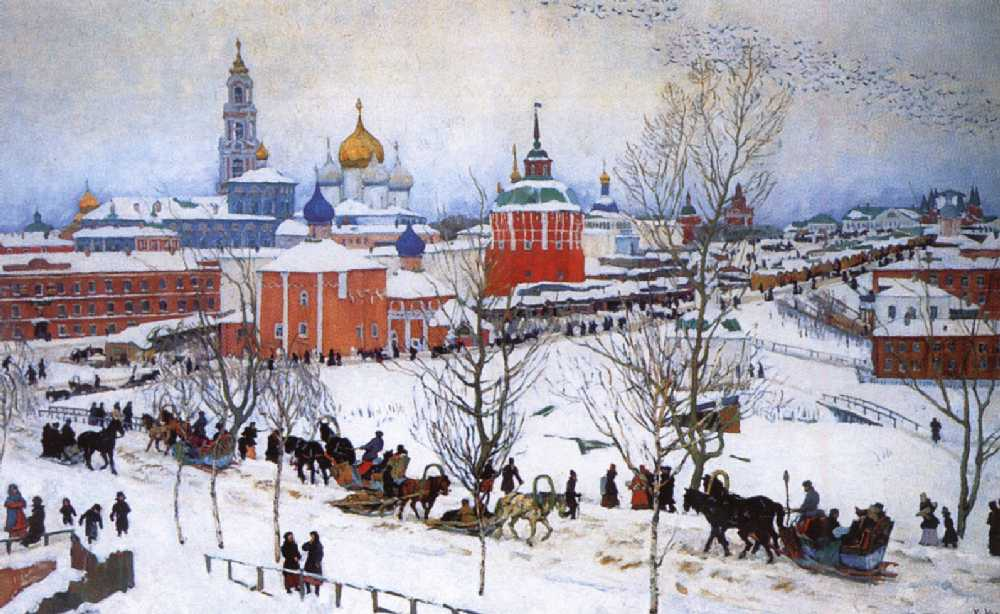
Vue de la laure de Serguiev Possad en hiver (1911).
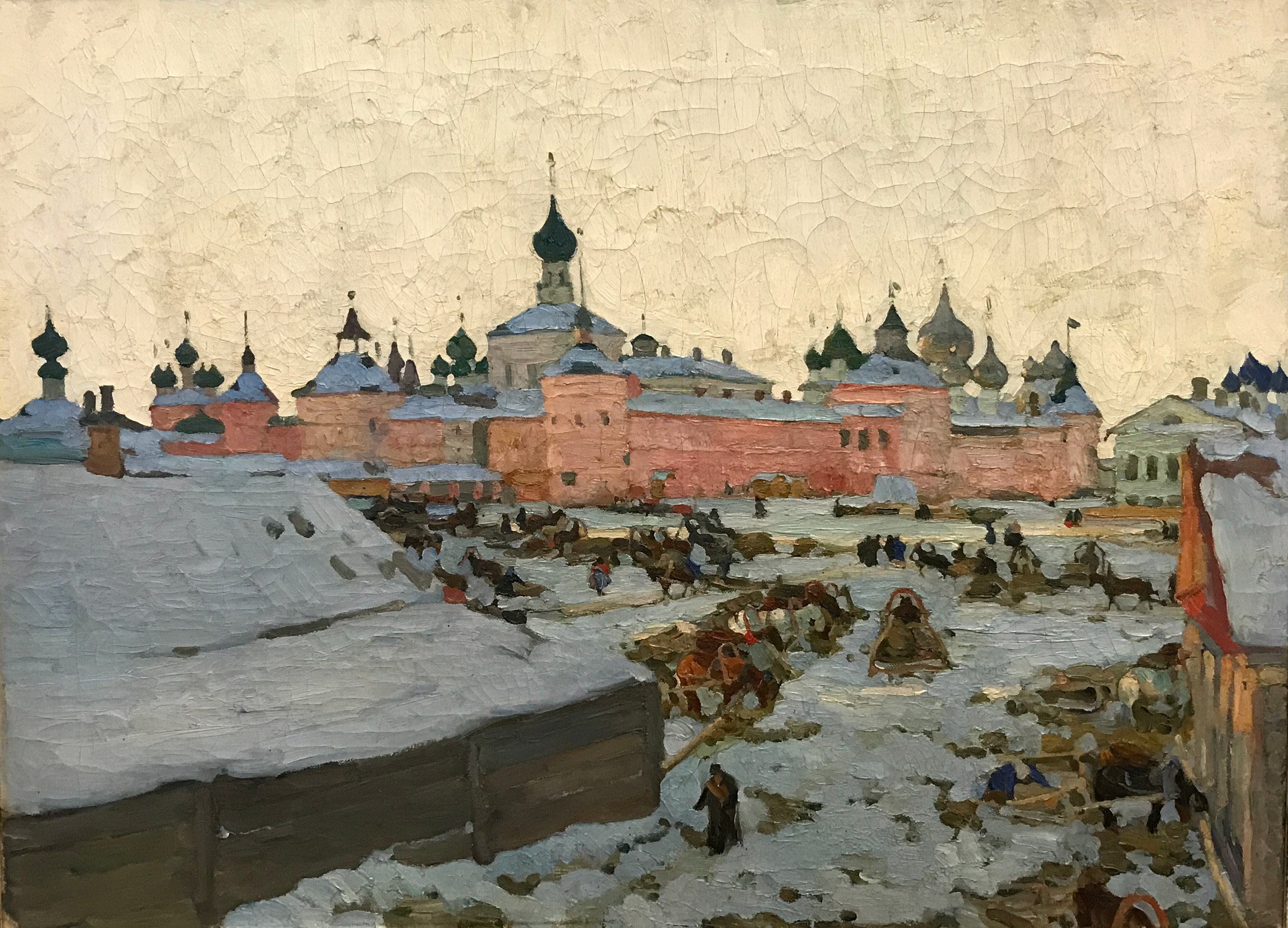
Hiver à Rostov Veliki (1906).

Konstantine Iouon est l'un des organisateurs, en 1903, de l'Union des artistes russes. Il fait partie aussi du fameux Monde de l'Art, qui fut une pépinière d'artistes russes du début du XXe siècle. Il est décorateur de théâtre à partir de 1907, en particulier du théâtre Maly.
Le style de Iouon est au début celui d'un artiste impressionniste avec des notes symbolistes, qui produit surtout des paysages empreints de poésie. À l'époque de l'Union soviétique, il évolue vers un style plus académique, dans le goût du réalisme socialiste, comme le montre sa Parade du 7 novembre 1941 sur la place Rouge, peinte en 1949.
Après la Révolution de 1917, il n'émigre pas comme son frère et un grand nombre de ses amis. Après des années difficiles, il devient membre de l'académie des beaux-arts à partir de 1925 et se lance surtout dans la décoration théâtrale. Il est même décorateur d'un spectacle qui a lieu en 1934 au théâtre des Champs-Élysées à Paris, Egor Boulitchov et les autres, pièce de Maxime Gorki. Il est aussi directeur artistique du film Ivan Nikouline, marin russe, sorti en 1944. Il devient au fil des années artiste officiel. Il est directeur de l'académie des beaux-arts de Léningrad et, de 1952 à 1955, professeur à l'institut Sourikov, à Moscou. De 1948 à 1950, il est directeur de recherches à l'académie des arts d'Union soviétique et premier secrétaire de l'Union des artistes soviétiques de 1956 à 1958. Il est donc inscrit au Parti communiste d'Union soviétique à partir de 1951.
Konstantine Iouon meurt à Moscou en 1958 et il est enterré au cimetière de Novodevitchi (section no 4).
Il est l'auteur de deux ouvrages :
- Moscou dans mon œuvre (1958)
- À propos de l'art (1959)

## Distinctions
- Prix Staline de première classe (1943)
- Artiste du Peuple d'URSS (1950)
- Ordre de Lénine
- Ordre du Drapeau rouge du Travail